# Technická inspekce České republiky
Technická inspekce České republiky (TIČR) je pověřená organizace ve smyslu zákona č. 250/2021 Sb. která má dohled nad bezpečností vyhrazených technických zařízení (VTZ) na území České republiky.
 Státní dozor vykonává na základě zmocnění a v rozsahu zákona č. 174/1968 Sb. Zřizovatelem TIČR je Ministerstvo práce a sociálních věcí. TIČR je činná od roku 1991.

## Hlavní činnosti
Hlavní předměty činnosti v rozsahu zákona č. 174/1968 Sb.:
- vydávání odborných a závazných stanovisek o tom, zda jsou při projektování, konstrukci, výrobě, montáži, provozu, obsluze, opravách, údržbě a revizi VTZ splněny požadavky bezpečnosti těchto zařízení;
- provádění prohlídek, řízení a vyhodnocování zkoušek, kterými osvědčuje, zda vyhrazená technická zařízení a materiály, použité k jejich zhotovení splňují požadavky předpisů k zajištění bezpečnosti technických zařízení; ve stanovených případech potvrzuje úspěšné výsledky zkoušek;
- prověřování odborné způsobilosti organizací a podnikajících fyzických osob k výrobě, montáži, opravám, údržbě a revizím VTZ a v této souvislosti vydávání oprávnění;
- prověřování odborné způsobilosti fyzických osob ke zkouškám, revizím, opravám nebo obsluze VTZ a v této souvislosti vydávání osvědčení.

Činností je vysoce profesionální posuzování stavu bezpečnosti vyhrazených technických zařízení. Svým charakterem se jedná o expertní činnost, konanou převážně v prostředí VTZ. TIČR se zaměřuje především na posouzení bezpečnosti u VTZ a to před jejich uvedením do provozu.
- Ověření bezpečnosti VTZ prokazuje tam, kde je to stanoveno zákonem č. 174/1968 Sb., a to odborným a závazným stanoviskem, jehož podkladem jsou mimo jiné i zprávy o výchozí revizi.[2]
- Kde legislativa odborné a závazné stanovisko nevyžaduje, je dokladem ověřující bezpečnost VTZ protokol o výchozí revizi, zpracovaný revizním technikem, držitelem osvědčení, popřípadě i oprávnění příslušného VTZ a rozsahu.[2]

Od 1.7.2022 u organizace TIČR došlo k legislativním změnám, které se tíkají zákona č. 250/2021 Sb. a několika nařízením vlády, zejména NV 194/2022 Sb..
TIČR může, za jistých okolností nedodržení zákona dodavatelem, provést dozor provozovaného zařízení i přímo u provozovatele, a to na jeho náklady: TI ČR má od státu pravomoc i k vyměřování pokut.
TIČR působí mimo hlavního předmětu činnosti i jako ČIA akreditovaná osoba. Je držitelem Osvědčení o akreditaci inspekčního orgánu č. 4001 na základě posouzení splnění akreditačních kritérií podle ČSN EN ISO/IEC 17020. Předmětem této akreditace je inspekční činnost třetí nezávislé strany - orgán typu A - k provádění inspekce a posuzování shody na technických zařízeních.

## Historie
Před rokem 1968 dohlížely na dodržování bezpečnosti práce odborové orgány a na bezpečnost technických zařízení Ústav technického dozoru (ÚTD). Po roce 1968 bylo vše sloučeno a zastřešeno pod Český úřad bezpečnosti práce (ČÚBP), který měl své Inspektoráty bezpečnosti práce (IBP).
V roce 1992 došlo ke zřízení další organizace státního odborného dozoru, byl zřízen Institut technické inspekce (ITI Praha) se záměrem znovu oddělit dozor nad bezpečností práce od dozoru nad vyhrazenými technickými zařízeními, jak je to obvyklé v Evropě.

## Příjmy
Podle Zák. č. 174/1968 Sb. sice byl ITI Praha / TIČR podřízen ČÚBP, ale ČÚBP řídil pouze činnost inspektorátů bezpečnosti práce, ale ne ITI. Ačkoli byl TIČR oficiálně zřízen jako příspěvkové organizace státu, žádný příspěvek od státu nečerpá, svoji činnost hradí pouze z poplatků od profesionálů, což omezuje korupci:
- Výkon dozoru nad bezpečností VTZ je prováděn jednotlivými úkony v rozsahu zákona č. 174/1968 Sb. za úhradu stanovenou právním předpisem.[2]
- Úkony prováděné v jiné činnosti, povolené zřizovatelem, jsou prováděny za ceny smluvní.[2]

Naproti tomu pracovníci ČÚBP a jednotlivých IBP jsou, na rozdíl od pracovníků ITI, státními zaměstnanci a jejich činnost je plně hrazena ze státního rozpočtu všemi daňovými poplatníky.